# NGC 3646
NGC 3646 este o galaxie spirală situată în constelația Leul. A fost descoperită în 15 februarie 1784 de către William Herschel. Se află la o distanță de 54,95 de megaparseci de Pământ.